# Jan Antonín Baťa

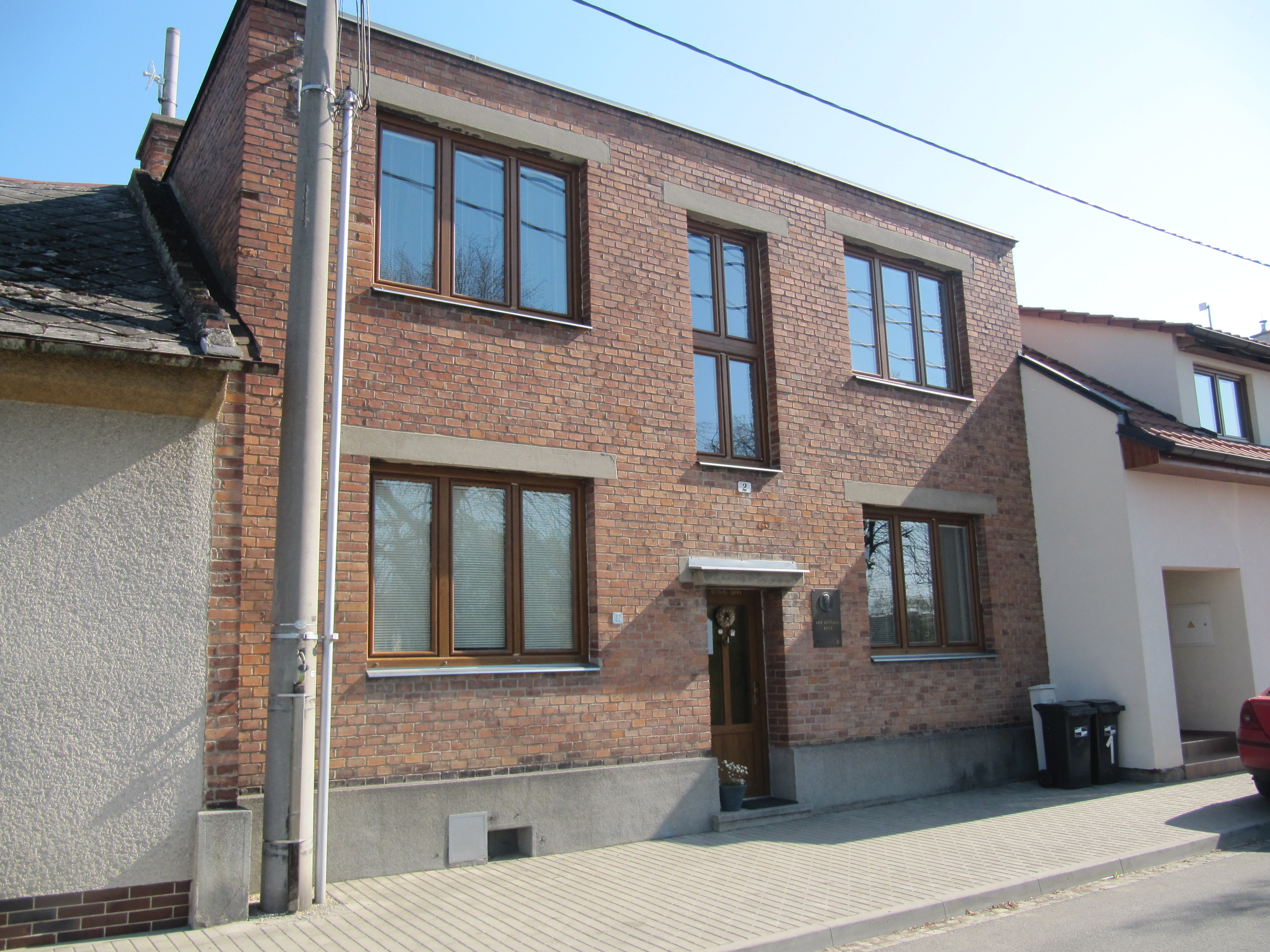
Miejsce urodzenia Jana Baťy w Uherskim Hradištiu-Rybárnach

Jan Antonín Baťa (ur. 7 marca 1898, zm. 23 sierpnia 1965) – czeski producent obuwia z Uherskiego Hradištia we wschodnich Morawach, przyrodni brat Tomáša Baťy.

## Życiorys
Po śmierci Tomáša w 1932, Jan Antonín Baťa przejął kierownictwo firmy Bata, która w 1931 stała się spółką akcyjną – Bata as, z siedzibą w Zlinie, w byłej Czechosłowacji.
Pod zarządem Jana Baťy realizowano plany rozwojowe firmy angażując się w produkcję maszyn obuwniczych, opon, tekstyliów, chemikaliów, kopalnictwo, budowę kanałów, kolejnictwo, przemysł lotniczy i filmowy, domy towarowe.
Gdy Jan Baťa został właścicielem, organizacja Bata zatrudniała 16 560 osób, prowadząc 1645 sklepów oraz 25 przedsiębiorstw, większość z nich na ziemiach czeskich – 15 770 pracowników, 1500 sklepów, 25 przedsiębiorstw, oraz na Słowacji – 2 przedsiębiorstwa, 250 pracowników. Za granicą spółka Baťy zatrudniała 790 pracowników, prowadząc 132 sklepów i 20 przedsiębiorstw.
Podczas jego zarządzania w czeskiej części przedsiębiorstwa spółka powiększyła się ponad dwukrotnie, do wielkości 38 000 pracowników, 2200 sklepów i 70 przedsiębiorstw. Na Słowacji potencjał wzrósł z 250 pracowników do 12 340 i 8 przedsiębiorstw.
Przed II wojną światową Baťa i jego rodzina uciekli przed nazistami do Stanów Zjednoczonych i ostatecznie osiedlili się w Brazylii, gdzie Jan Baťa założył szereg miast, m.in. Anaurilândia, Batayporã, Bataguassu, Batatuba i Mariápolis.
Do swojej śmierci Baťa rozszerzył firmę ponad sześciokrotnie.

## Odznaczenia
W 2019 roku został pośmiertnie odznaczony Orderem Lwa Białego I klasy.